# Selección de fútbol americano de Estados Unidos
La Selección de fútbol americano de Estados Unidos es el equipo representante de los Estados Unidos en las competencias internacionales de fútbol americano como la Copa Mundial de Fútbol Americano y el Campeonato Mundial Universitario de Fútbol Americano. Es administrada por la USA Football y compitió por primera vez en la Copa Mundial en la edición (2007). 
El equipo nacional masculino de EE. UU. Está dirigido por el exentrenador de fútbol de Boise State y Colorado, Dan Hawkins. Hawkins tuvo 53-11 en Boise State de 2001 a 2005, ganando cuatro títulos consecutivos de la Conferencia Atlética Occidental. Sus equipos compilaron una racha ganadora de 31 juegos WAC, la más larga en la historia de la conferencia. El equipo incluye atletas de 24 estados.
Los miembros del equipo nacional está constituido principalmente por jugadores y exjugadores de la NCAA y la NAIA. USA Football es un miembro de la Federación Internacional de Fútbol Americano.
El equipo nacional estadounidense no participó en las primeras dos ediciones de la Copa del Mundo por no estar afiliado a la IFAF.

## Palmarés
- Copa Mundial de Fútbol Americano
  - Campeón (3): 2007, 2011, 2015

- Campeonato Mundial Universitario de Fútbol Americano
  - Subcampeón (2): 2016, 2018

(Juvenil / Junior)
- Copa Mundial Juvenil
  - Campeón (2): 2009, 2014
  - Subcampeón (2): 2012, 2016
  - Tercer lugar (1): 2018

- Campeonato Global Juvenil de la NFL
  - Campeón (4): 2001, 2002, 2003, 2004
  - Subcampeón (3): 2005, 2006, 2007
  - Tercer lugar (1): 2000